# کیورانایپ، شیلی
کیورانایپ، شیلی (به اسپانیایی: Curanipe) یک منطقهٔ مسکونی در شیلی است که در Pelluhue واقع شده‌است.

## خصوصیات
کیورانایپ ۲۴ متر بالاتر از سطح دریا واقع شده‌است.

## نگارخانه

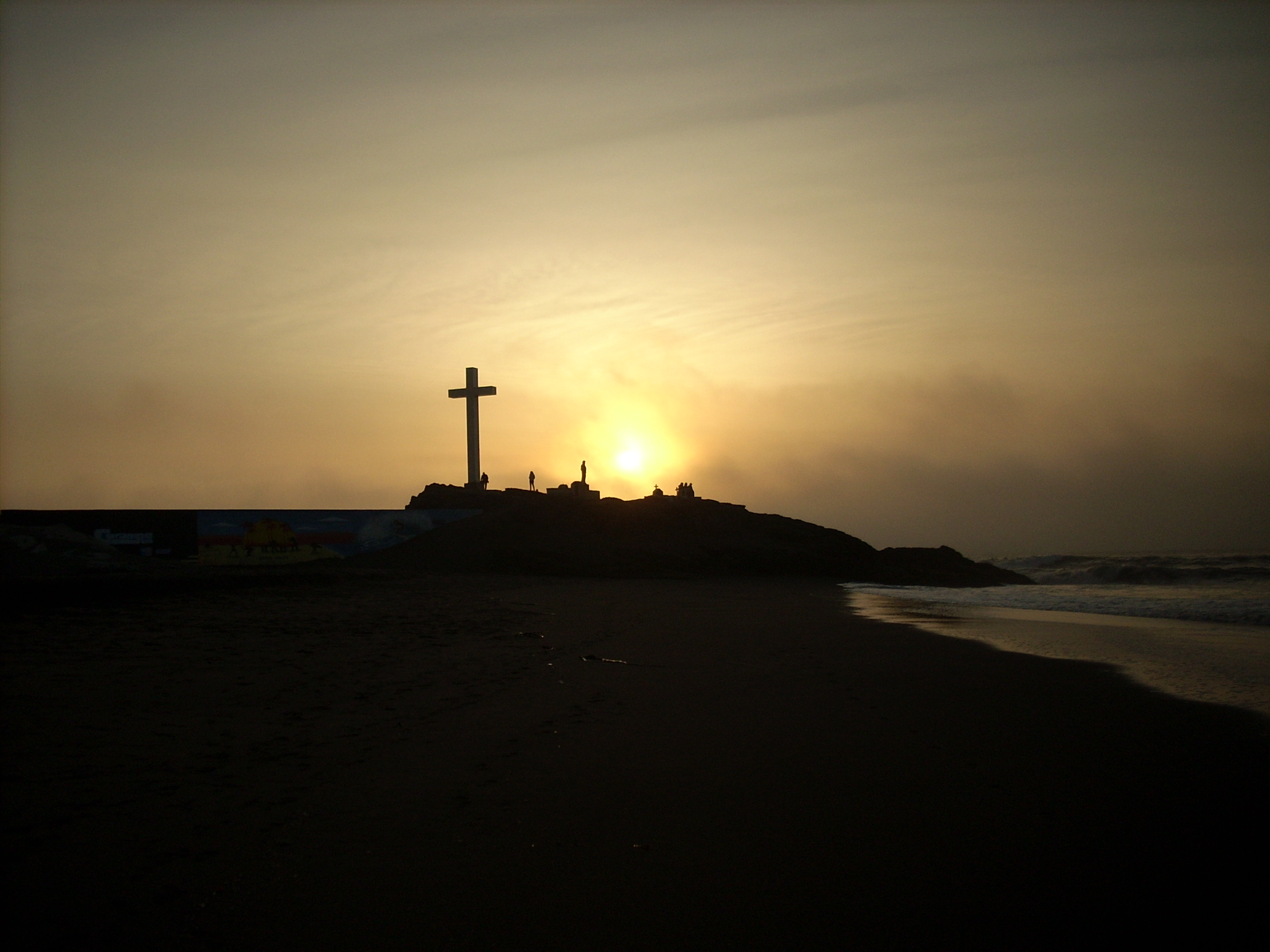